# Rio Bucium (Olt)
O Rio Bucium é um rio da Romênia afluente do Rio Şercăiţa, localizado no distrito de Braşov.